# Hypericum prostratum
Hypericum prostratum är en johannesörtsväxtart som beskrevs av José Cuatrecasas. Hypericum prostratum ingår i släktet johannesörter, och familjen johannesörtsväxter. Inga underarter finns listade i Catalogue of Life.